# 年龄结构
年龄结构，指不同年龄段人口在一个国家的总人口中的相对比例。属于人口结构的一个分支，这个统计数值在社会学中对研究某个特定地区的某个特定年龄段的人口的行为有着重要参考意义。